# Култура на Бразилия
Културата на Бразилия е тясно свързана с португалската, поради силното влияние на Португалската империя за трите столетия на колониално владение. Основните въздействия, оставили своя най-ярък отпечатък са португалският език, римокатолицизма и колониалните архитектурни стилове. В голяма степен тя е повлияна и от африканските, местните и други европейски (не-португалски) традиции и обичаи. В някои аспекти на бразилската култура важен принос имат италианци, германци и други европейски имигранти, които пристигат на големи вълни в регионите южен и югоизточен на страната. Туземните америндианци оставят своята следа в езика и в кухнята на страната, а африканците – както в езика и кулинарията, така и в музиката, танците и религията.

## Изкуство
Традиционно изкуството в Бразилия се е развило на базата на религията. Тамошните църкви се считат днес за едни от най-красивите в Америка.
Бразилското изкуство от 16 век се развива в различни стилове вариращи от барок (доминиращ стил в Бразилия до началото на 19 век) през романтизъм, модернизъм, експресионизъм, кубизъм, сюрреализъм и абстракционизъм.
През 20 век импресионизмът е придобивал все по-голямо значение. Известни изкуствоведи от това време са Мануел Санчиагу, Жузе Пансети, Бенедиту Каликсту и Кандиду Портинари. Самият Портинари е бил считан за един от най-големите творци на миналия век. Но поради факта, че е рисувал със силно отровни бои, той се разболява от рак и умира много млад. По-известните му творби са изложени в Ню Йорк. Според критиците, те представят възможно най-добре „оригиналността“ на Бразилия.
В изкуството от 1960 до 1980 се отличават преди всичко братята Томас и Арканджело Янели, както и графистката Файга Островер. През това време става известна и една група бразилски творци, известна с името Групата на деветнадесетте. Към нея са принадлежели например сюрреалистите Мариу Грубер, Отавиу Араужу, Марселу Грасман. Четвърият член на групата е Лена Милет, която е една от първите жени, намерила признание в бразилското изкуство. Към групата трябва да се спомене и Карлус Араужу, който става известен със своите маслени творби. Нора Белтран е изобразявала политическата и социална обстановка в Бразилия чрез карикатури.
Днес Биеналето (Biennale) в Сао Пауло е най-голямото творческо събитие. На него биват представяни творбите на международни реномирани творци. Рио де Жанейро представлява също важен център на изкуството.
Изкуството на индианците е било твърде преходно. Рисунките (главно по тялото) са отнемали по цели дни, а някои от цветовете не са държали дълго време. Пъстрите украшения за главата, направени от пера, са рядкост в музеите днес.

## Музика
Бразилската музика обхваща много регионални стилове повлияна от африканските, европейските и индианските форми. Тя се развива в различни стилове, по-известните от които са: самба, бразилска народна музика, макулеле, шору, сертанежу, брега, форо̀, фреву, маракату, боса нова, бразилски рок и ашѐ.

## Кино
Първата кинематографска прожекция в Бразилия се провежда на 8 юли 1896 г. на улица Rua do Ouvidor, в град Рио де Жанейро. Година по-късно вече има постоянна зала за прожекции на киното в Рио, — „Salão de Novidades Paris“ на Паскуал Сегрету. Първите бразилски филми биват заснети между 1897 и 1898. „Поглед към залив Гуанабара“ е заснет от италианският оператор Афонсу Сегрету на 19 юни 1898 г., след пристигането си от Европа на борда на кораба Brésil – но този филм, ако въобще е бил сниман, никога не е бил показан публично. И все пак, 19 юни се счита за Ден на бразилското кино.

## Кухня
Бразилската кухня е много разнообразна, отразявайки комбинацията от местното и имигрантското население в страната. Това е създало една национална кухня, белязана от запазването на регионалните различия. В северната част на Бразилия например, ястията са по-силно повлияни от местните продукти, в които присъстват алигаторовото месо или рибата пираруко, докато на юг във вътрешността е доста силно германското влияние, а по крайбрежието – португалското, в чието меню широко се използват морски риби, скариди и стриди.
За националното ястие на страната се смята фейжуадата и регионалните ястия, като ватапа̀, мокека, полента и афробразилското акаражѐ.
Националните напитки са кафето и типичната бразилска кашаса (силно спиртно питие). Тя се дестилира от захарната тръстика и е главната съставка на националния коктейл, кайпириня.

## Спорт
Футболът е най-популярния спорт в Бразилия. Националният отбор по футбол е петкратен шампион на Световното първенство по футбол през 1958, 1962, 1970, 1994 и 2002. Баскетболът, футзалът, волейболът, автомобилните спортове и бойните изкуства също се радват на голяма популярност в страната. Въпреки че не се практикуват толкова, като споменатите по-горе спортове, тенисът, хандбалът, плуването и гимнастиката са намерили много последователи в Бразилия през последните десетилетия. Някои варианти в по-важните спортни дисциплини произхождат от Бразилия. Плажният футбол, футзалът и футволеят произлизат от изменения във футбола. В бойните изкуства, бразилците са развили капоейрата, вале тудо, и бразилското джиу джицу. В автомобилизма, бразилски пилоти печелят световната титла Формула 1 осем пъти: Емерсон Фитипалди, през 1972 и 1974; Нелсън Пикет, през 1981, 1983 и 1987; и Айртон Сена, през 1988, 1990 и 1991.
Бразилия провежда мащабни спортни събития в своята история: страната организира и е била домакин на Световното първенство по футбол през 1950, достигайки до полуфинала и е избрана да бъде домакин на Световното първенство по футбол през 2014. Пистата за автомобилни и мотоциклетни състезания, която се намира в град Сао Пауло, Интерлагос, е домакин на ежегодната Голяма награда на Бразилия. Сао Пауло е бил домакин на Панамериканските игри от 1963, а Рио де Жанейро организира Панамериканските игри от 2007. Освен това, страната ще бъде домакин на Летните олимпийски игри през 2016, които ще се проведат в град Рио де Жанейро.